# Lebo (Sidoarjo)
Lebo is een bestuurslaag in het regentschap Sidoarjo van de provincie Oost-Java, Indonesië. Lebo telt 5115 inwoners (volkstelling 2010).